# Syzygium loiseleurioides
Syzygium loiseleurioides är en myrtenväxtart som först beskrevs av John Gilbert Baker, och fick sitt nu gällande namn av Rafaël Herman Anna Govaerts. Syzygium loiseleurioides ingår i släktet Syzygium och familjen myrtenväxter. Inga underarter finns listade i Catalogue of Life.